# Krzysztof Goniewicz
Krzysztof Goniewicz (ur. 12 grudnia 1983 w Lublinie) – polski naukowiec, nauczyciel akademicki, doktor habilitowany nauk medycznych i nauk o zdrowiu, specjalizuje się m.in. w szeroko rozumianym bezpieczeństwie, w tym bezpieczeństwie zdrowotnym, problematyce katastrof oraz w obszarze współpracy cywilno-wojskowej. Profesor uczelni w Katedrze Studiów nad Bezpieczeństwem Lotniczej Akademii Wojskowej w Dęblinie, od 2023 prodziekan ds. naukowych.

## Życiorys
Ukończył studia w zakresie prawa na Uniwersytecie Marii Curie Skłodowskiej w Lublinie w 2008 r. Następnie w 2010 roku, na tym samym Uniwersytecie, uzyskał tytuł magistra politologii. Edukację kontynuował na Akademii Obrony Narodowej w Warszawie na kierunku bezpieczeństwo narodowe. Studia doktoranckie odbył na Warszawskim Uniwersytecie Medycznym, gdzie uzyskał stopień doktorski w 2019 r. Od 2008 roku pracował jako wykładowca m.in. w Uniwersytecie Medycznym w Lublinie, WSEPNM w Kielcach oraz w WSEII w Lublinie.
Od 2015 roku związany ze Szkołą Orląt jako asystent. Po doktoracie został zatrudniony jako adiunkt w Katedrze Studiów nad Bezpieczeństwem Dęblińskiej uczelni. Habilitował się w 2022 roku na podstawie oceny dorobku naukowego i pracy pt. „Przygotowanie i reagowanie na katastrofy w Polsce: kompetencje personelu medycznego oraz możliwości wsparcia sektora publicznego w przypadku konieczności zapewnienia pomocy osobom w stanie nagłego zagrożenia zdrowotnego”. Po habilitacji zatrudniony na stanowisku Profesora uczelni.
Autor ponad 200 prac naukowych w czasopismach o zasięgu krajowym i międzynarodowym oraz rozdziałów w monografiach naukowych. Redaktor i członek rad naukowych czasopism z listy filadelfijskiej, m.in. Disaster Medicine and Public Health Preparedness czy BMC Public Health .
Członek WADEM oraz SDMPH.
Odbył liczne staże, kursy i szkolenia m.in. w ośrodkach naukowych takich jak: Uniwersytet Króla Sauda, Uniwersytet Kopenhaski, Uniwersytet Pensylwanii, Uniwersytet Pittsburski oraz Uniwersytet Harvarda.
W 2023 r. otrzymał stypendium Ministra Edukacji i Nauki dla wybitnych młodych naukowców.
Mówca i uczestnik kilkunastu debat i konferencji międzynarodowych w Polsce i na świecie.

## Publikacje
W dorobku publikacyjnym Krzysztofa Goniewicza znajdują się:
Artykuły (wybór)
- Burkle FM, Khorram-Manesh A, Goniewicz K. (2023). COVID-19 and Beyond: The Pivotal Role of Health Literacy in Pandemic Preparedness „Prehospital and Disaster Medicine.”[15]
- Goniewicz K, Hertelendy AJ. (2023). Adaptive Leadership in a Post-Pandemic World: The Urgent Need for Transformative Change „Prehospital and Disaster Medicine.”[16]
- Goniewicz K, Burkle FM, Hall TF, Goniewicz M, Khorram-Manesh A. (2022). Global public health leadership: The vital element in managing global health crises. „J Glob Health.”[17]
- Tin D, Barten D, Goniewicz K, Burkle F, Ciottone G. (2022). An Epidemiological Analysis of Terrorism-Related Attacks in Eastern Europe from 1970 to 2019 „Prehospital and Disaster Medicine”[18]
- Burkle F, Goniewicz K, Khorram-Manesh A. (2022). Bastardizing Peacekeeping and the Birth of Hybrid Warfare. „Prehospital and Disaster Medicine”[19]
- Khorram-Manesh A, Goniewicz K, Burkle FM, Robinson Y. (2022). Review of Military Casualties in Modern Conflicts—The Re-emergence of Casualties From Armored Warfare. „Military Medicine”[20]
- Khorram-Manesh A, Goniewicz K, Phattharapornjaroen P, Gray L, Carlström E, Sundwall A, Hertelendy AJ, Burkle FM. (2022). Civilian-Military Collaboration before and during COVID-19 Pandemic— Differences in Ethical Viewpoints among Civilian–Military Populations: A Survey among Practitioners in Two European Countries, Based on a Systematic Literature Review „Sustainability”[21]
- Khorram-Manesh A, Mortelmans LJ, Robinson Y, Burkle FM, Goniewicz K. (2022). Civilian-Military Collaboration before and during COVID-19 Pandemic—A Systematic Review and a Pilot Survey among Practitioners. „Sustainability”[22]
- Goniewicz K, et al. (2021). The importance of pre-training gap analyses and the identification of competencies and skill requirements of medical personnel for mass casualty incidents and disaster training. „ BMC Public Health”[23]
- Khorram-Manesh A, Burkle FM, Goniewicz K, Robinson Y (2021). Estimating the Number of Civilian Casualties in Modern Armed Conflicts-A Systematic Review. „ Front Public Health”[24]
- Goniewicz K, et al. (2021). The Influence of War and Conflict on Infectious Disease: A Rapid Review of Historical Lessons We Have Yet to Learn. „Sustainability”[25]
- Khorram-Manesh, A, Dulebenets, MA, Goniewicz K. (2021). Implementing Public Health Strategies—The Need for Educational Initiatives: A Systematic Review. „ Int. J. Environ. Res. Public Health”[26]
- Goniewicz K, Carlström E, Hertelendy AJ, Burkle FM, Goniewicz M, Lasota D, Richmond JG, Khorram-Manesh A. (2021). Integrated Healthcare and the Dilemma of Public Health Emergencies. „Sustainability”[27]
- Goniewicz K, Burkle FM, Khorram-Manesh, A. (2020). The gap of knowledge and skill – One reason for unsuccessful management of mass casualty incidents and disasters. „The American Journal of Emergency Medicine”[28]
- Goniewicz K, et al. (2020). Bioterrorism Preparedness and Response in Poland: Prevention, Surveillance, and Mitigation Planning. „Disaster Medicine and Public Health Preparedness”[29]
- Goniewicz K, Goniewicz M. (2020). Disaster Preparedness and Professional Competence Among Healthcare Providers: Pilot Study Results.  „Sustainability”[30]
- Goniewicz K, Khorram-Manesh A, Hertelendy AJ, Goniewicz M, Naylor K, Burkle FM Jr. (2020). Current Response and Management Decisions of the European Union to the COVID-19. „Sustainability”[31]
- Goniewicz K, Goniewicz M, Burkle FM Jr. (2019). The Territorial Defence Force in Disaster Response in Poland: Civil-Military Collaboration during a State of Emergency. „Sustainability”[32]
- Goniewicz K, Burkle FM Jr.. (2019). Challenges in Implementing Sendai Framework for Disaster Risk Reduction in Poland. „Int. J. Environ. Res. Public Health”[33]
- Goniewicz K, Burkle FM Jr. (2019). Disaster Early Warning Systems: The Potential Role and Limitations of Emerging Text and Data Messaging Mitigation Capabilities. „Disaster Medicine and Public Health Preparedness”[34]

Książki (wybór)
- Khorram-Manesh A, Goniewicz K, Hertelendy A, Dulebenets M. (2021). Handbook of Disaster and Emergency Management (Second Edition)[35]